# Пролаз Џорџа VI
Пролаз Џорџа VI је назив за пролаз између Александровог острва и Палмерове Земље. Име је добио по краљу Џорџу VI. Пролаз је детаљније проучен 1936-1937 током британске експедиције Грахамове Земље. Такође је детаљније прегледана од стране Америчког сервиса 1940. године. Пролазу је дато име од стране Система антарктичке повеље.